# Тилинг
Тилинг — дворянский род потомков Ивана Тилинга.

## Происхождение и история рода

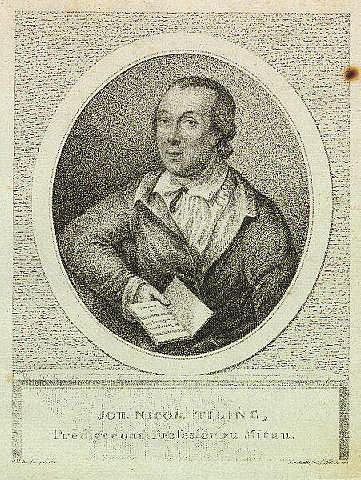
Й. Н. Тилинг (1739—1798)

Наследники Ивана Тилинга (1797—1861), вступившего в службу в 1813 году и в ноябре того же года призванного в корнеты. 28 марта 1841 года. 28 Марта 1841 года пожалован ему с потомством диплом на дворянское достоинство.

## Описание герба
Щит полурассечён-пересечён. В первой, червлёной части, золотой длинный крест. Во второй, лазоревой части, серебряное стремя на червлёном ремне. В третьей, серебряной части, чёрные весы.
Щит увенчан дворянскими шлемом и короной. Нашлемник: три серебряных страусовых пера. Намёт: справа червлёный с золотом, слева лазоревый с серебром.